# Mawangdui

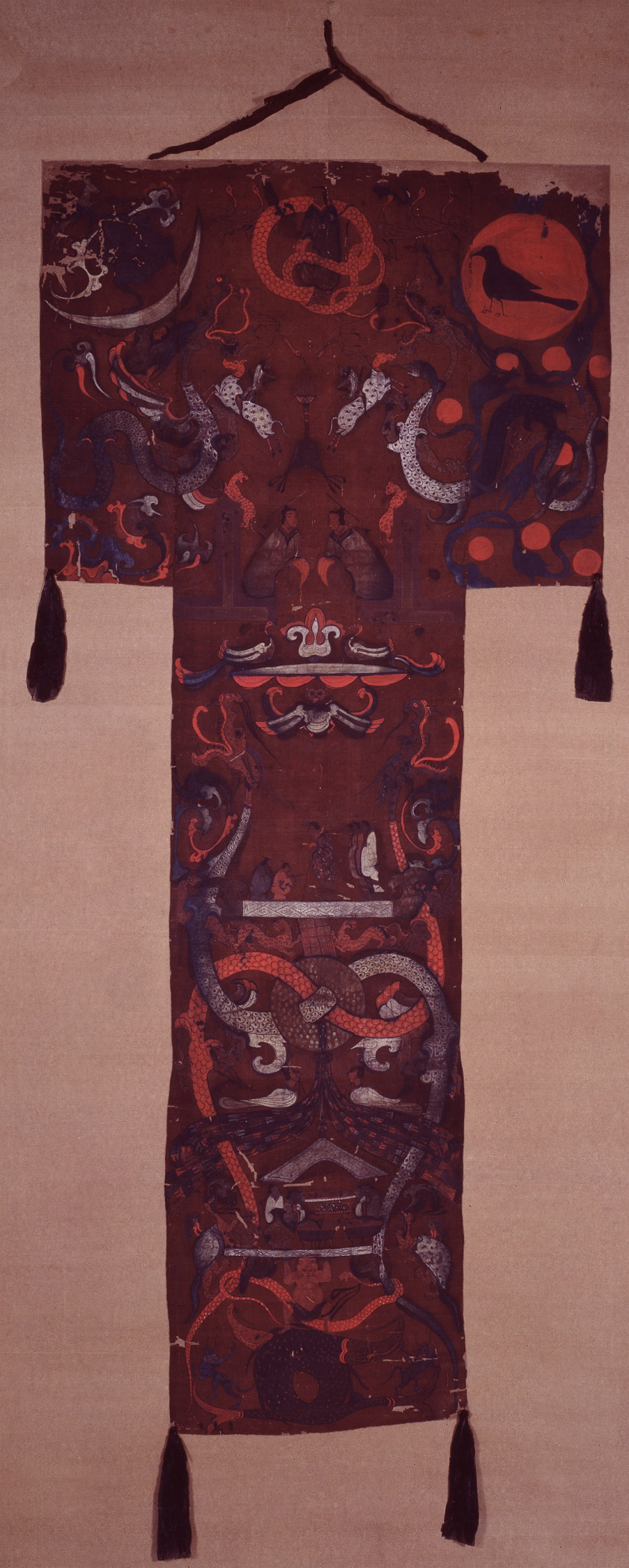
Bannière funéraire de la marquise de Dai, tombe 1 de Mawangdui, Han occidentaux, 168-145 avant notre ère, encre et couleurs sur soie, h : 205 cm, Musée de la province du Hunan.

Mawangdui (馬王堆) est un site archéologique chinois exceptionnel datant des Han Occidentaux (~190-168 av. J.-C.).

## Le site
Situé à Wulibei (五里牌) à quelques kilomètres à l’est de Changsha dans la province du Hunan. Signalé par deux tumuli en forme de selle (mawang est une corruption de ma'an 馬鞍 ”selle”), le site fut fouillé en urgence de 1972 à 1974 à la suite d'un jet de gaz enflammé (le méthane résultait de la décomposition de toutes les matières organiques de la chambre funéraire). On y découvrit trois tombes datant des Han Occidentaux (~190-168 av. J.-C.) contenant les momies du marquis de Dai (軼侯), de sa femme Xin Zhui et de son fils. Celle de la marquise, qui survécut à sa famille, est dans un excellent état de conservation. Décédée entre 168 et 145 av. J.-C., elle reposait dans la tombe n° 1 dans une chambre funéraire en bois, enveloppée de 20 épaisseurs de tissu fixé par neuf ceintures, et placée dans quatre cercueils emboîtés et entourés de compartiments pour le mobilier funéraire.

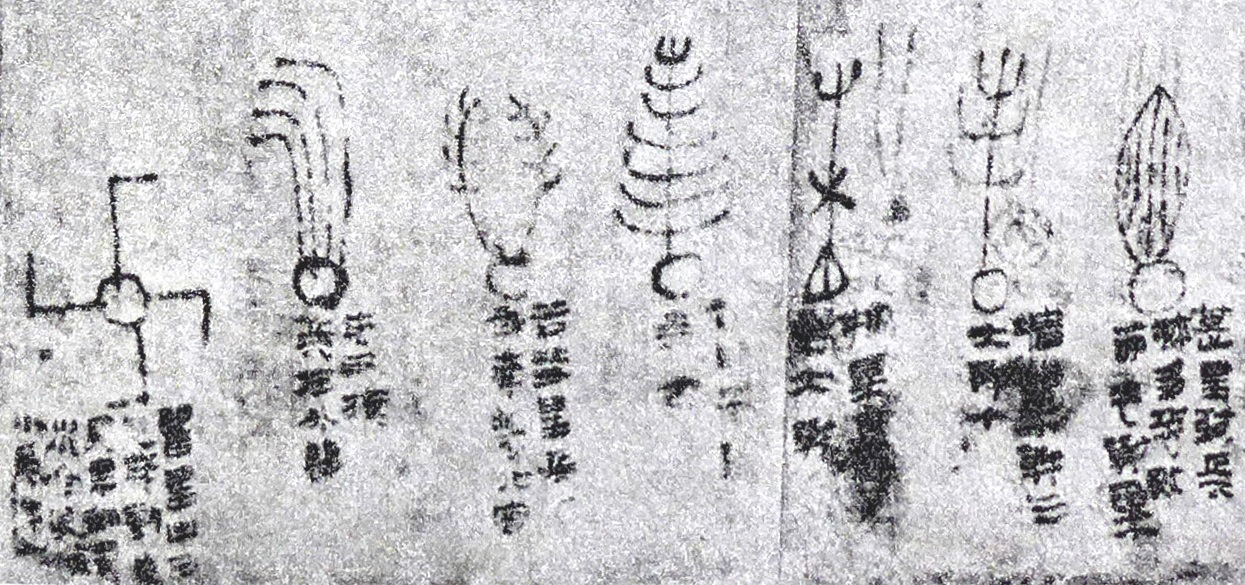
Figures interprétées comme des représentations de comètes sur un manuscrit de Mawangdui

Recouvertes de 16 à 20 m de terre pilée, les tombes étaient entourées de couches de charbon et d’argile blanche qui ont maintenu un degré d’humidité constant, assurant la préservation, très rare sur une durée si longue, d’objets en bois laqué (coffrets de toilette tripodes, vases, cuillères, louches, coupes et gobelets, cruches, plateaux, éventails) et de pièces de soie.

## La tombe n°1

### Organisation
Il s'agit d'une fosse verticale de 16 m de profondeur, surmontée d'un tumulus entre 50 et 60 m de diamètre à la base ouvrant au nord. La fosse funéraire rectangulaire (où se trouve la chambre funéraire) présente en son sommet un élargissement de quatre gradins auquel elle est reliée par une sorte d'entonnoir. L'accès se fait par une rampe qui descend jusqu'au fond.
La chambre funéraire elle-même fait environ 7,60 × 6 m, et accueille un cercueil contenant six cercueils intérieurs (les trois premiers sont laqués et le quatrième renfermait le corps de la défunte). Le cercueil extérieur était recouvert de vingt-six nattes de bambou couvertes de charbon et de kaolin (pour la protection). La défunte était étendue sur le dos, la tête tournée vers le nord, et était enveloppée dans des bandelettes de soie. Entre les différents espaces des cercueils se trouve disposé le mobilier funéraire.

### Mobilier funéraire
Le mobilier de la marquise Xin Zhui est composé de plus de 1400 objets, dont un grand nombre d'objets en terre cuite laquée (pour le service de la défunte), des mingqi (figurant musiciens, danseuses, suivantes, etc.), des imitations de lingots d'or, des pièces de soie, etc. On ne trouve aucun bronze et aucun jade, à l'exception d'un miroir.
Parmi ces 50 pièces de soie brodée, des vêtements et surtout une bannière funéraire peinte exceptionnelle tant par le fait qu'il s'agit de la plus ancienne peinture sur soie conservée mais aussi par son format, en T suspendu sur un bambou par une cordelette, et par son sujet. Il s'agit en effet de la représentation du voyage de l'âme de la défunte marquise,.
Il s'agit d'une peinture à destination du rituel funéraire mais on peut en considérer les qualités formelles dans l'approche du monde des représentations qu'elle évoque. Si l'on prend en considération le fait que la soie a été teinte en vermillon et le style très nerveux du trait de pinceau, un rapprochement peut se faire avec l'aspect des laques qui accompagnent les offrandes. Les laques donnent déjà le « la » au traitement du bronze depuis les Royaumes Combattants et ceci grâce au traitement graphique que la technique de la peinture à la laque permet (la laque incisée n'est pas pratiquée à cette époque). La bannière est composée en différents registres superposés, depuis le monde souterrain des Sources Jaunes (évoqué par deux poissons entrelacés) en bas jusqu'au monde céleste (où est accueillie la défunte) en haut. Deux paires de dragons placés en symétrie sur les deux côtés verticaux impulsent comme une circulation entre ces niveaux. Mis en relation avec les anciens Canons, cette division semble correspondre au monde du cadavre et à celui du "corps dans sa demeure éternelle". Sur les deux poissons serpentiformes entrelacés repose une atlante soutenant la plate-forme du monde terrestre (évoqué en partie médiane). Sur cette plate-forme se déroule, sous un dais suspendu à un disque bi, un banquet sacrificiel rendu en l'honneur de la marquise défunte. Au niveau du premier tiers les dragons se lient en comblant le vide au cœur du disque bi (symbole ? de l'univers « terrestre »). Sur le « plateau » que le disque supporte par l'intermédiaire d'animaux fantastiques la défunte appuyée sur une cane, dont la silhouette expressive évoque le grand âge et la faiblesse, est accompagnée par trois suivantes et reçoit les hommages de deux personnages accroupis. C'est peut-être une illustration de la cérémonie de rappel de l'âme. En dessous, deux oiseaux à tête humaine appelés Mille Automnes (qianqiu) ainsi que des tortues et des hiboux constituent autant de signes de la longévité espérée, autour des offrandes disposées dans les récipients rituels. Au-dessus, deux émissaires de l'Empereur céleste  l'attendent, comme à un passage : l'espace s'élargit. Plus haut, deux cavaliers aux traits félins hissent ce qui fait penser à un brûle-parfum. Le ciel est symbolisé par le crapaud  et le lièvre de la lune (dans l’angle gauche) et le corbeau, associé au soleil (dans l'angle droit).
Toujours sur soie : de nombreux rouleaux manuscrits (boshu 帛書) se rattachant pour la plupart au courant taoïste, dont les plus anciens documents connus concernant la médecine chinoise ainsi que  Daodejing (deux exemplaires) et le Yijing. Accompagnaient également le corps des provisions, des herbes médicinales, des instruments de musique (cithare, orgue à 22 tuyaux, cornemuses), 162 figurines de bois et des maquettes funéraires.

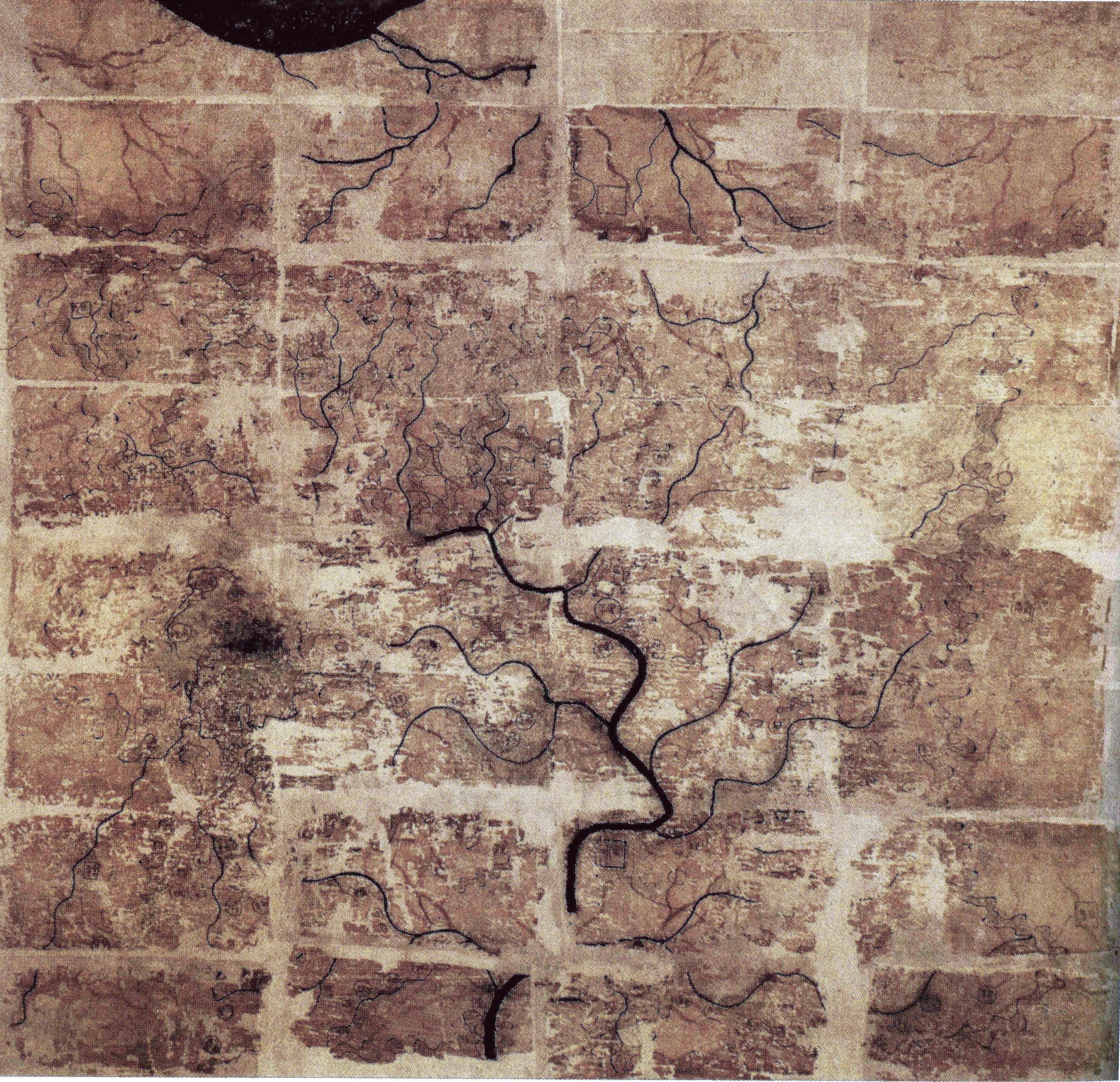
Carte topographique chinoise (le sud étant placé en haut) Mawangdui tombe 3, datée 186 av n. e., Han occidentaux h : 96 × l : 96 cm; encre sur soie. Hunan Provincial Museum, Changsha. La carte couvre un large territoire au sud de la Chine allant de l'ancien royaume de Changsha (royaume semi-autonome à l'intérieur de l'Empire Han, aujourd'hui Hunan) jusqu'au royaume indépendant et parfois hostile de Nanyue aujourd'hui Guangdong et Vietnam du nord.

Mawangdui
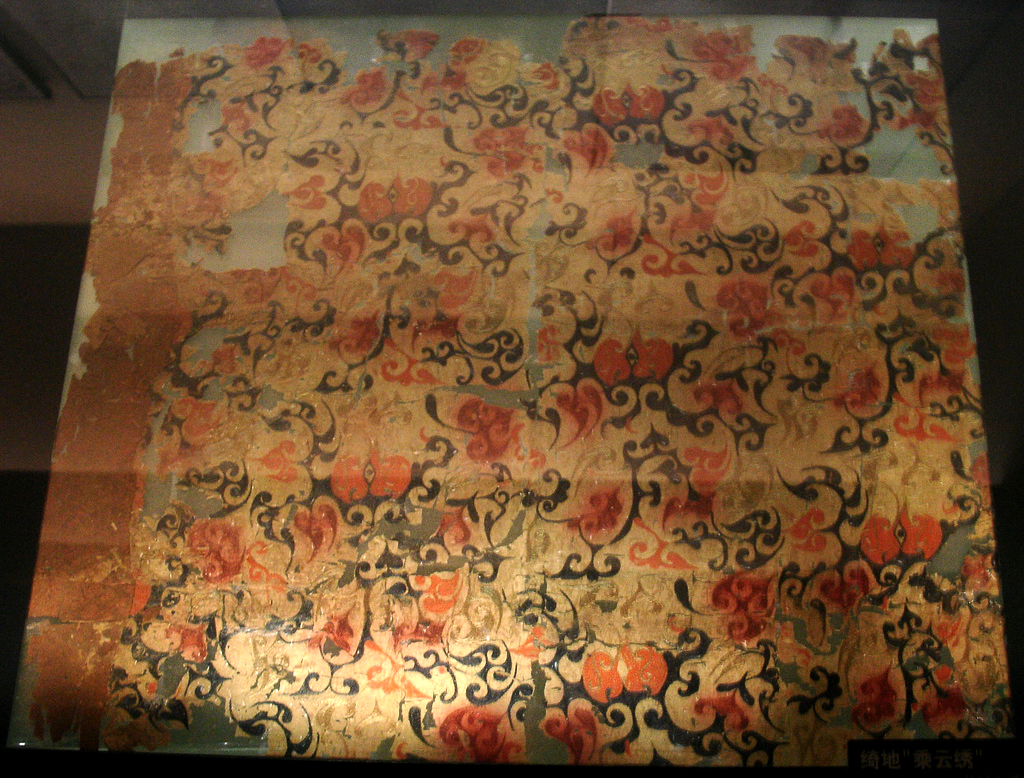
Pièce de soie à motifs de fleurs. Mawangdui tombe 1.
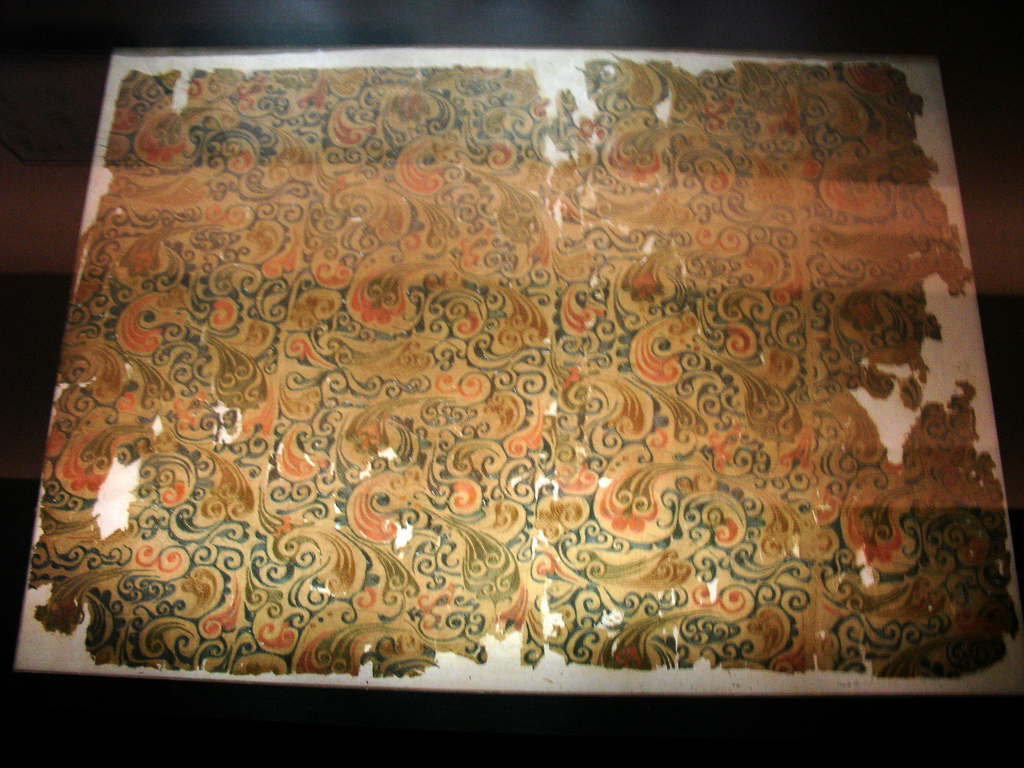
Pièce de soie à motifs de nuages. Mawangdui tombe 1.
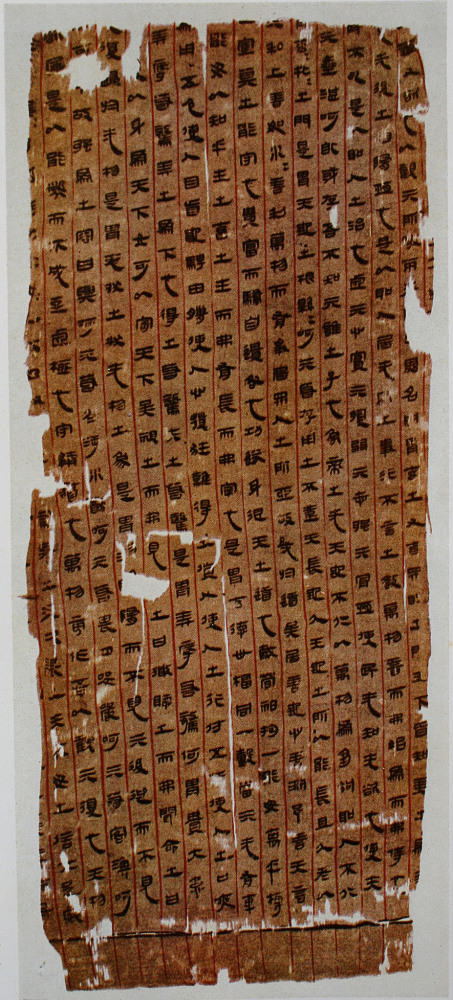
Ecrit taoïste découvert à Mawangdui
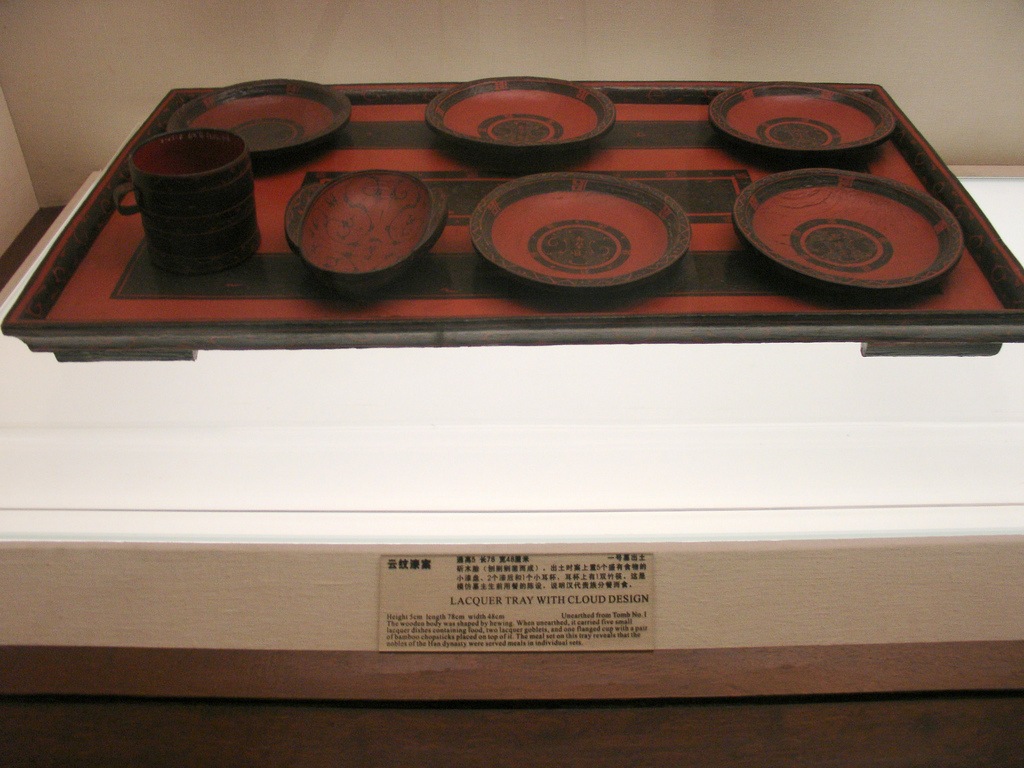
Ensemble : plateau, gobelet, assiettes, bois laqué. L : 78x p: 48cm. Mawangdui tombe 1.
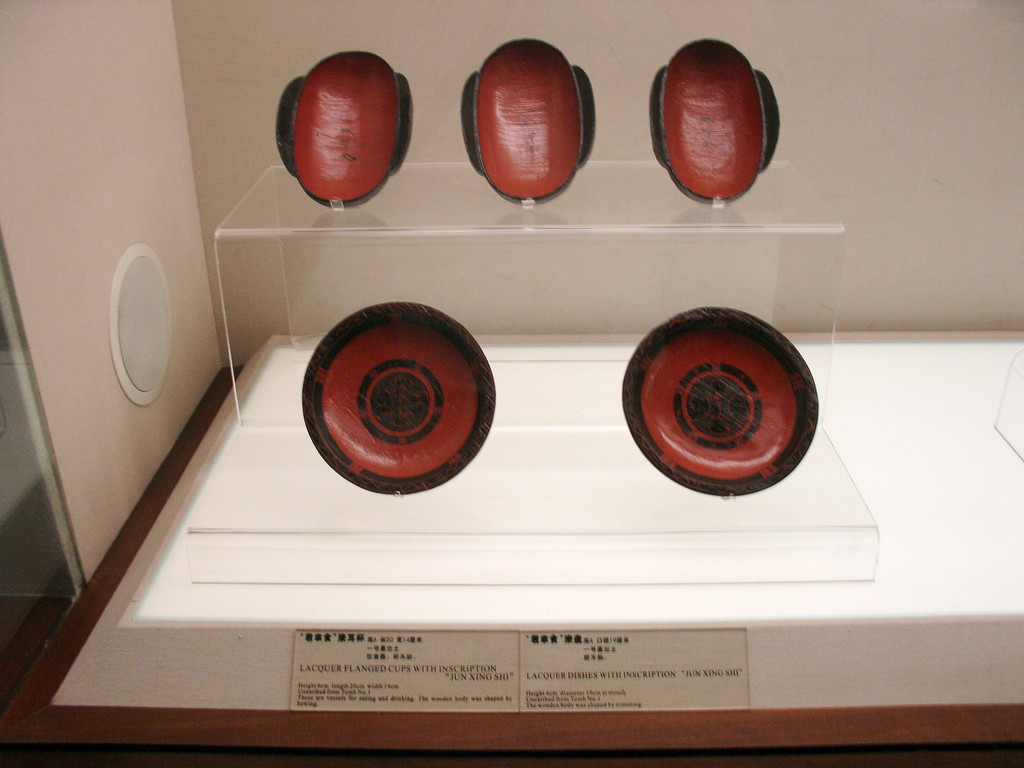
Ensemble d'assiettes et de bols, bois laqués. Assiettes : diamètre 20, h 4 cm. Bols : long. 20, larg. 14, prof. 6cm. Mawangdui tombe 1.
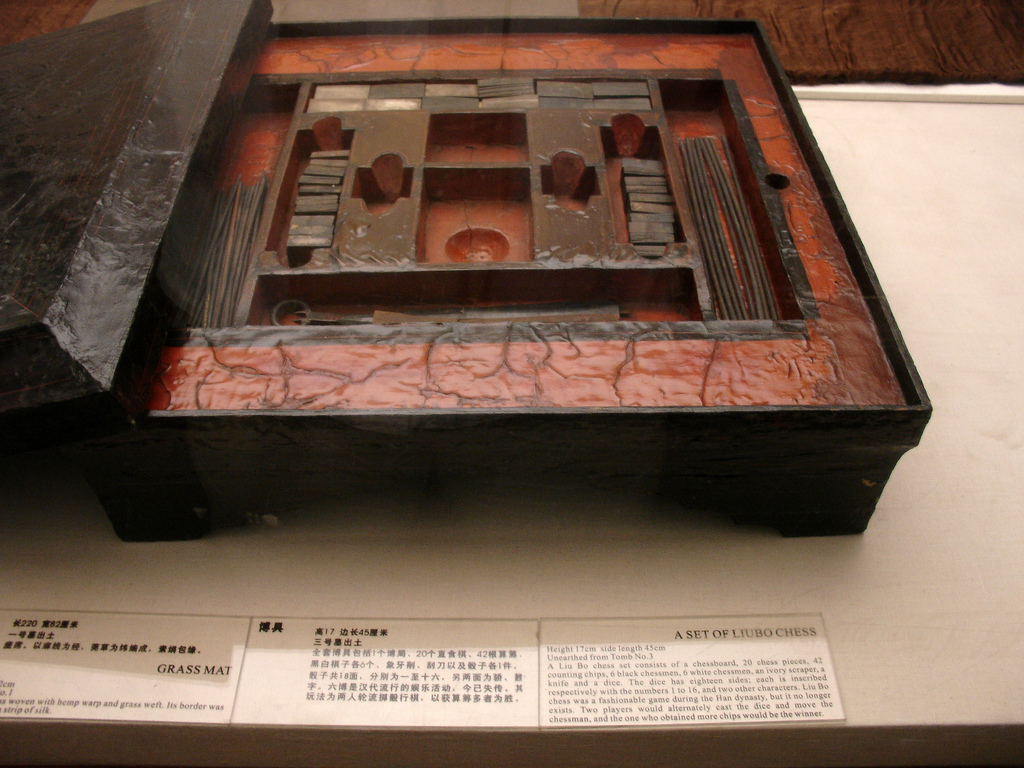
Jeu d'échecs chinois Liubo, h : 17x l :45cm. Bois laqué et divers. Mawangdui tombe 1.